# چه خبر؟ (ترانه)
«چه خبر؟» (به انگلیسی: ‎What's Up?‎) نام یکی از ترانه‌های لیندا پری و گروه فور نان بلاندز است که اولین بار به‌عنوان یکی از قطعه‌های آلبوم بزرگ‌تر، بهتر، سریع‌تر، بیشتر! در سال ۱۹۹۲ منتشر شد.
«چه خبر؟» در سال ۱۹۹۳ و به‌عنوان دومین تک‌آهنگ آن آلبوم مجدداً روانهٔ بازار شد و به‌خصوص در قارهٔ اروپا با استقبال زیادی روبرو شد. این ترانه در زمان انتشارش در کشورهای اتریش، سوئد، سویس، آلمان، ایرلند، نروژ و هلند به رتبهٔ نخست «جدول پرفروش‌ترین ترانه‌های روز» دست یافت، در بریتانیا و استرالیا تا ردهٔ دوم و در آمریکا تا ردهٔ ۱۴ام جدول پرفروش‌ترین آهنگ‌ها صعود کرد.
باوجود این‌که نام ترانه «‎What's Up?‎» است، این عبارت در متن آهنگ وجود ندارد و عبارت "‎what's goin' on?‎" در بخش تکرارشوندهٔ آهنگ شنیده‌می‌شود. فورنان بلاندز برای این‌که ترانه‌شان از آهنگ سال ۱۹۷۱ ماروین گی باعنوان «‎what's goin' on?‎» متمایز باشد نام «‎What's Up?‎» را برای آن انتخاب کردند.